# 広瀬俊彦
広瀬 俊彦（ひろせ としひこ、1935年6月8日 - 2006年11月27日）は、日本の実業家。東洋エンジニアリング代表取締役社長や、エンジニアリング振興協会理事長を務めた。

## 人物・経歴
高知県出身。1959年名古屋工業大学工学部工業化学科卒業、新潟鉄工所入社。1964年東洋エンジニアリング入社。1988年取締役に昇格。1990年常務取締役。1992年専務取締役。1996年取締役副社長。1999年代表取締役社長を務め、赤字が続いた中で合理化を進めた。2003年第11代エンジニアリング振興協会理事長。
2006年11月27日、肺炎のため死去。